# 샤쿠 유미코
샤쿠 유미코(일본어: 釈 由美子, 1978년 6월 12일 ~ )는 일본 도쿄도에서 태어난 일본 배우이자 모델이다.

## 내력
1997년 대학 재학 중에 만화 잡지 《주간 영 간간》의 미스 캠퍼스 그랑프리에 뽑혔으며, 1999년 《트윈즈 탐정》으로 드라마에 첫 출연했다.

## 출연 작품

### 영화
- 2008: 은막판 초밥왕자! 뉴욕에 가다
- 2005: 변신
- 2002: 고질라 X 메카 고질라
- 2001: 프린세스 블레이드

### 텔레비전 드라마
- 2011: 보스 시즌 2 (1~2화 출연)
- 2009: 결혼활동!
- 2009: 러브 게임
- 2009: 혈액형별 여자가 결혼하는 방법 (Episode Type B)
- 2008: 바티스타 수술 팀의 영광
- 2008: 7인의 여변호사 시즌 2
- 2008: 장미가 없는 꽃집
- 2007: 워킹맨
- 2007: 비밀의 화원
- 2007: 갈릴레오 (에피소드 8)
- 2006: 7인의 여변호사 시즌 1
- 2005: 기분이 안 좋은 진
- 2005: 분기점의 그녀
- 2004: 검은 가죽 수첩
- 2004: 스카이 하이 2
- 2003: 스카이 하이
- 2003: Stand Up!!
- 2002: 살기 위한 정열로써의 살인

### 애니메이션
- 2006: 009-1